# MŠK – Thermál Veľký Meder
MŠK – Thermál Veľký Meder (celým názvem: Mestský športový klub – Thermál Veľký Meder) je slovenský fotbalový klub, který sídlí ve městě Veľký Meder. Založen byl v roce 1928 pod názvem Nagymegyeri SC. Od sezóny 2017/18 působí ve čtvrté lize Západoslovenského futbalového zväzu, sk. Jihovýchod
Své domácí zápasy odehrává na stadionu Veľký Meder s kapacitou 1 500 diváků.

## Historické názvy
Zdroj: 
- 1928 – Nagymegyeri SC (Nagymegyeri Sport Club)
- 1943 – Nagymegyeri LE (Nagymegyeri Levente Egyesület)
- TJ Dynamo Čalovo (Telovýchovná jednota Dynamo Čalovo)
- MŠK – Thermál Veľký Meder (Mestský športový klub – Thermál Veľký Meder)

## Umístění v jednotlivých sezonách
Stručný přehled
Zdroj: 
- 1940–1941: Északdunántúli kerület – sk. Kisalföldi (II. osztály)
- 1941–1942: Északdunántúli kerület – sk. Felvidéki (II. osztály)
- 1943–1944: Győri (Északdunántúli) kerület – sk. Győri „A“ (II. osztály)
- 1962–1963: I. A trieda ZsFZ – sk. ?
- 1963–1965: I. A trieda ZsFZ – sk. Jih
- 1967–1970: I. B trieda ZsFZ – sk. Jih
- 1981–1983: Divize – sk. Západ
- 1983–1985: Divize – sk. Západ (Jihovýchod)
- 1990–1991: I. B trieda ZsFZ – sk. Jih
- 1991–1993: I. A trieda ZsFZ – sk. Jihovýchod
- 1993–1994: 5. liga ZsFZ – sk. Jihovýchod
- 1994–1997: 5. liga ZsFZ – sk. Jihozápad
- 1997–2000: 5. liga ZsFZ – sk. D
- 2012–2013: 4. liga ZsFZ – sk. Jihovýchod
- 2013–2014: 3. liga ZsFZ
- 2014–2017: 3. liga – sk. Západ
- 2017–: 4. liga ZsFZ – sk. Jihovýchod

Jednotlivé ročníky
Zdroj: 
Legenda: Z – zápasy, V – výhry, R – remízy, P – porážky, VG – vstřelené góly, OG – obdržené góly, +/− – rozdíl skóre, B – body, červené podbarvení – sestup, zelené podbarvení – postup, fialové podbarvení – reorganizace, změna skupiny či soutěže
| Maďarsko (1940–1944)       |                                                       |        |                                                             |                                                             |                                                             |                                                             |                                                             |                                                             |                                                             |                                                             |        |
| Sezóny                     | Liga                                                  | Úroveň | Z                                                           | V                                                           | R                                                           | P                                                           | VG                                                          | OG                                                          | +/−                                                         | B                                                           | Pozice |
| 1940/41                    | Északdunántúli kerület – sk. Kisalföldi (II. osztály) | 5      | 14                                                          | 6                                                           | 1                                                           | 7                                                           | 7                                                           | 37                                                          | −30                                                         | 13                                                          | 4.     |
| 1941/42                    | Északdunántúli kerület – sk. Felvidéki (II. osztály)  | 5      | Klub se odhlásil v průběhu sezóny, výsledky byly anulovány. | Klub se odhlásil v průběhu sezóny, výsledky byly anulovány. | Klub se odhlásil v průběhu sezóny, výsledky byly anulovány. | Klub se odhlásil v průběhu sezóny, výsledky byly anulovány. | Klub se odhlásil v průběhu sezóny, výsledky byly anulovány. | Klub se odhlásil v průběhu sezóny, výsledky byly anulovány. | Klub se odhlásil v průběhu sezóny, výsledky byly anulovány. | Klub se odhlásil v průběhu sezóny, výsledky byly anulovány. | 10.    |
| …                          |                                                       |        |                                                             |                                                             |                                                             |                                                             |                                                             |                                                             |                                                             |                                                             |        |
| 1943/44                    | Győri kerület – sk. Győri „A“ (II. osztály)           | 5      | 14                                                          | 6                                                           | 1                                                           | 7                                                           | 32                                                          | 38                                                          | −6                                                          | 13                                                          | 5.     |
| Československo (1945–1993) |                                                       |        |                                                             |                                                             |                                                             |                                                             |                                                             |                                                             |                                                             |                                                             |        |
| Sezóny                     | Liga                                                  | Úroveň | Z                                                           | V                                                           | R                                                           | P                                                           | VG                                                          | OG                                                          | +/−                                                         | B                                                           | Pozice |
| …                          |                                                       |        |                                                             |                                                             |                                                             |                                                             |                                                             |                                                             |                                                             |                                                             |        |
| 1962/63                    | I. A trieda ZsFZ – sk. ?                              | 4      | …                                                           | …                                                           | …                                                           | …                                                           | …                                                           | …                                                           | …                                                           | …                                                           |        |
| 1963/64                    | I. A trieda ZsFZ – sk. Jih                            | 4      | …                                                           | …                                                           | …                                                           | …                                                           | …                                                           | …                                                           | …                                                           | …                                                           |        |
| 1964/65                    | I. A trieda ZsFZ – sk. Jih                            | 4      | 24                                                          | 8                                                           | 5                                                           | 11                                                          | 20                                                          | 52                                                          | −32                                                         | 21                                                          | 10.    |
| …                          |                                                       |        |                                                             |                                                             |                                                             |                                                             |                                                             |                                                             |                                                             |                                                             |        |
| 1967/68                    | I. B trieda ZsFZ – sk. Jih                            | 6      | 24                                                          | 12                                                          | 5                                                           | 7                                                           | 48                                                          | 36                                                          | +12                                                         | 29                                                          | 3.     |
| 1968/69                    | I. B trieda ZsFZ – sk. Jih                            | 6      | 28                                                          | 13                                                          | 6                                                           | 7                                                           | 47                                                          | 28                                                          | +19                                                         | 32                                                          | 3.     |
| 1969/70                    | I. B trieda ZsFZ – sk. Jih                            | 7      | 25                                                          | 16                                                          | 3                                                           | 6                                                           | 51                                                          | 19                                                          | +32                                                         | 35                                                          | 1.     |
| …                          |                                                       |        |                                                             |                                                             |                                                             |                                                             |                                                             |                                                             |                                                             |                                                             |        |
| 1981/82                    | Divize – sk. Západ                                    | 4      | 30                                                          | 12                                                          | 5                                                           | 13                                                          | 50                                                          | 51                                                          | −1                                                          | 29                                                          | 9.     |
| 1982/83                    | Divize – sk. Západ                                    | 4      | 30                                                          | 17                                                          | 3                                                           | 10                                                          | 68                                                          | 48                                                          | +20                                                         | 37                                                          | 5.     |
| 1983/84                    | Divize – sk. Západ (Jihovýchod)                       | 4      | 26                                                          | 8                                                           | 9                                                           | 9                                                           | 31                                                          | 31                                                          | 0                                                           | 25                                                          | 8.     |
| 1984/85                    | Divize – sk. Západ (Jihovýchod)                       | 4      | 26                                                          | 6                                                           | 4                                                           | 16                                                          | 23                                                          | 57                                                          | −34                                                         | 16                                                          | 13.    |
| …                          |                                                       |        |                                                             |                                                             |                                                             |                                                             |                                                             |                                                             |                                                             |                                                             |        |
| 1990/91                    | I. B trieda ZsFZ – sk. Jih                            | 6      | 26                                                          | 18                                                          | 3                                                           | 5                                                           | 68                                                          | 31                                                          | +37                                                         | 39                                                          | 1.     |
| 1991/92                    | I. A trieda ZsFZ – sk. Jihovýchod                     | 5      | 30                                                          | 11                                                          | 4                                                           | 15                                                          | 57                                                          | 66                                                          | −9                                                          | 24                                                          | 10.    |
| 1992/93                    | I. A trieda ZsFZ – sk. Jihovýchod                     | 5      | 30                                                          | 10                                                          | 4                                                           | 16                                                          | 47                                                          | 67                                                          | −20                                                         | 24                                                          | 14.    |
| Slovensko (1993–)          |                                                       |        |                                                             |                                                             |                                                             |                                                             |                                                             |                                                             |                                                             |                                                             |        |
| Sezóny                     | Liga                                                  | Úroveň | Z                                                           | V                                                           | R                                                           | P                                                           | VG                                                          | OG                                                          | +/−                                                         | B                                                           | Pozice |
| 1993/94                    | 5. liga ZsFZ – sk. Jihovýchod                         | 5      | 30                                                          | 8                                                           | 5                                                           | 17                                                          | 41                                                          | 62                                                          | −21                                                         | 21                                                          | 14.    |
| 1994/95                    | 5. liga ZsFZ – sk. Jihozápad                          | 5      | 30                                                          | 10                                                          | 4                                                           | 16                                                          | 47                                                          | 69                                                          | −22                                                         | 34                                                          | 14.    |
| 1995/96                    | 5. liga ZsFZ – sk. Jihozápad                          | 5      | 30                                                          | 9                                                           | 7                                                           | 14                                                          | 50                                                          | 86                                                          | −36                                                         | 34                                                          | 14.    |
| 1996/97                    | 5. liga ZsFZ – sk. Jihozápad                          | 5      | 30                                                          | 12                                                          | 0                                                           | 18                                                          | 44                                                          | 65                                                          | −21                                                         | 36                                                          | 12.    |
| 1997/98                    | 5. liga ZsFZ – sk. D                                  | 5      | 30                                                          | 12                                                          | 5                                                           | 13                                                          | 63                                                          | 54                                                          | +9                                                          | 41                                                          | 8.     |
| 1998/99                    | 5. liga ZsFZ – sk. D                                  | 5      | …                                                           | …                                                           | …                                                           | …                                                           | …                                                           | …                                                           | …                                                           | …                                                           |        |
| 1999/00                    | 5. liga ZsFZ – sk. D                                  | 5      | 30                                                          | 11                                                          | 2                                                           | 17                                                          | 49                                                          | 55                                                          | −6                                                          | 35                                                          | 11.    |
| …                          |                                                       |        |                                                             |                                                             |                                                             |                                                             |                                                             |                                                             |                                                             |                                                             |        |
| 2012/13                    | 4. liga ZsFZ – sk. Jihovýchod                         | 5      | 30                                                          | 20                                                          | 5                                                           | 5                                                           | 88                                                          | 24                                                          | +64                                                         | 65                                                          | 1.     |
| 2013/14                    | 3. liga ZsFZ                                          | 4      | 30                                                          | 24                                                          | 0                                                           | 6                                                           | 64                                                          | 19                                                          | +45                                                         | 72                                                          | 1.     |
| 2014/15                    | 3. liga – sk. Západ                                   | 3      | 32                                                          | 20                                                          | 10                                                          | 2                                                           | 63                                                          | 19                                                          | +44                                                         | 70                                                          | 2.     |
| 2015/16                    | 3. liga – sk. Západ                                   | 3      | 32                                                          | 16                                                          | 9                                                           | 7                                                           | 52                                                          | 39                                                          | +13                                                         | 57                                                          | 4.     |
| 2016/17                    | 3. liga – sk. Západ                                   | 3      | 36                                                          | 9                                                           | 6                                                           | 21                                                          | 40                                                          | 76                                                          | −36                                                         | 33                                                          | 18.    |
| 2017/18                    | 4. liga ZsFZ – sk. Jihovýchod                         | 4      | 30                                                          |                                                             |                                                             |                                                             |                                                             |                                                             |                                                             |                                                             |        |